# هيدروكسي كارتيولول
هيدروكسي كارتيولول هو أحد حاصرات بيتا ومستقلب لكارتيولول.